# 山形まなび館
観光文化交流センター 山形まなび館（かんこうぶんかこうりゅうセンター やまがたまなびかん）は、山形県山形市にある観光交流施設。リニューアル工事のため休館中である。再オープンは2022年9月を予定している。

## 概要
県下初の鉄筋コンクリート造3階建ての学校建築として、1927年に竣工した山形市立第一小学校の旧校舎を、2007年8月に提出された「山形市立第一小学校旧校舎保存活用に関する提言」に基づき、全館の耐震補強工事並びに地下と1階の用途変更工事を行い、2010年4月28日、「山形まなび館」として開館した。
意匠は建設当時の設計図を元に復元に努め、南側（ウラ側）に新設された第一小学校の新校舎との調和を図り、改修耐震設計も竣工時と同様に秦・伊藤設計が担った。
2001年に建物は登録有形文化財に登録。加えて近代化産業遺産にも認定されている。このため、市では山形まなび館を中心市街地活性化基本計画における賑わいづくりの拠点として位置づけ、さらに歴史ある建物を後世に継承することも目的に運営。多くの人々に生涯学習および交流の場として親しまれている。
2012年秋にはグッドデザイン賞の「グッドデザイン・ベスト100」に選定された。

### 全体を改修
2017年に市が、国連教育科学文化機関（ユネスコ）の創造都市ネットワークにおける映画分野に加盟したことに沿って、東北芸術工科大学と連携し、使われていなかった2、3階を含む施設全体を改修し、文化芸術や産業経済の創出拠点への転生を図る「Ｑ1（キューイチ）プロジェクト」における第一弾として、2019年7月31日、1階に文化芸術の関連書籍500冊以上を扱うブックカフェ「Day&BookS」がオープンした（2021年3月末閉店）。
2022年9月には、芸工大と連携する「Ｑ1プロジェクト」の一環として、これまで未整備であった2、3階部分が改修され、飲食店やオフィス、アトリエなどが入る「やまがたクリエイティブシティセンター・Q1」（仮称）が開業を予定する。また未設置だったエレベーターも新設される。

## 開館時間・休館日・利用料金
- 午前9時 - 午後6時00分（交流ルームは午後9時30分まで）
- 毎週月曜日（祝日の場合は翌日） 年末年始（12月29日～1月3日）
- 無料（ただし、交流ルームの利用は有料となる。）

## アクセス
- JR山形駅から徒歩10～15分
- 山形市コミュニティバス「本町」下車 徒歩3分

## 近隣
- 山形まるごと館紅の蔵
- 七日町御殿堰
- 山形グランドホテル
- 荘内銀行山形営業部